# Ascea

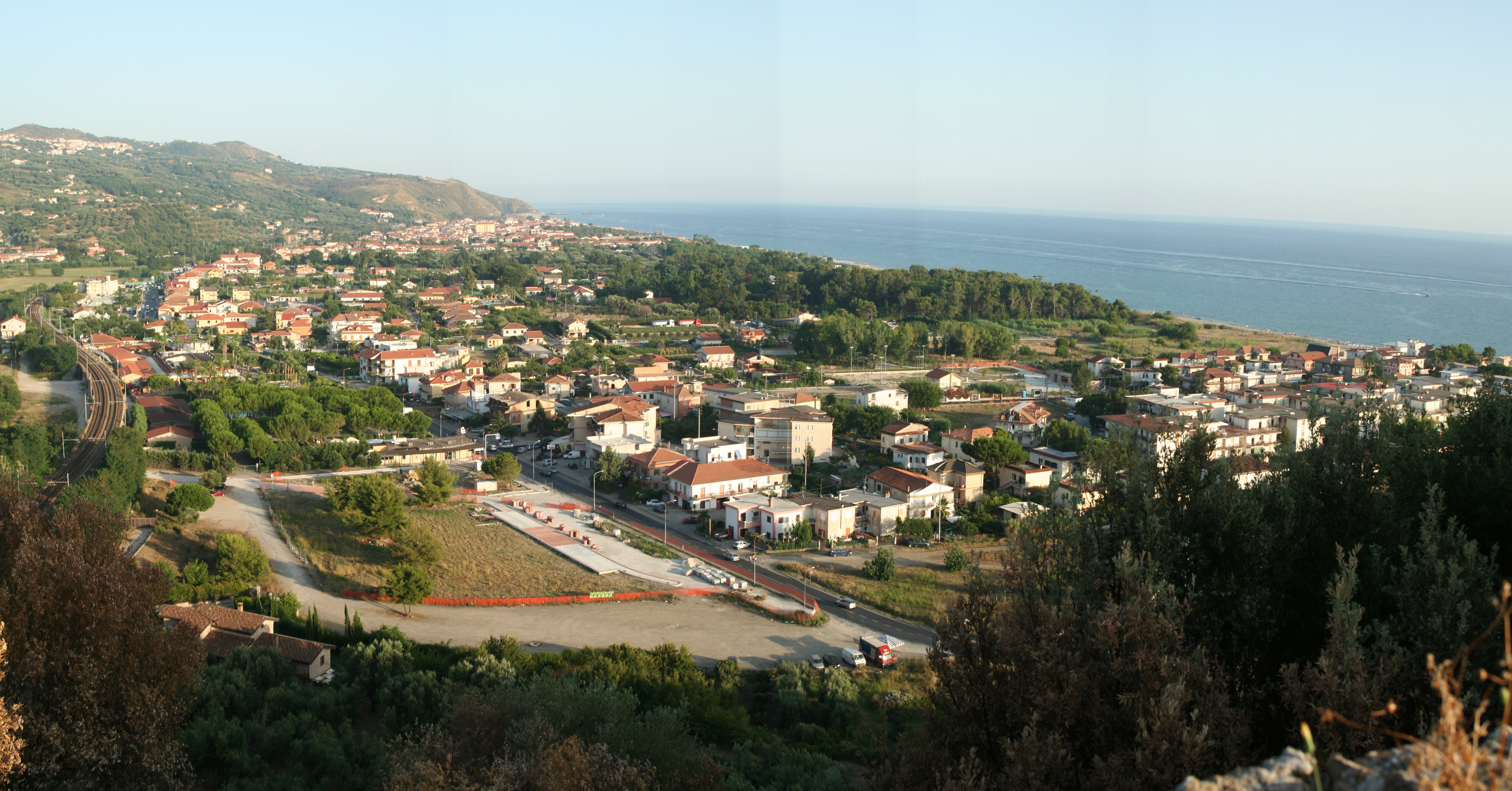
Marina de Ascea gesehen vom Turm bei Velia. Die Ortschaft Ascea liegt im Hintergrund auf dem Hügel

Ascea ist eine Gemeinde mit 5777 Einwohnern (Stand 31. Dezember 2023) der Provinz Salerno in der Region Kampanien. Er ist Teil der Comunità Montana Zona del Lambro e del Mingardo. 

## Geografie
Seit 1991 ist der Ort Bestandteil des Nationalpark Cilento und Vallo di Diano sowie Mitglied der Costiera Cilentana. Die Nachbargemeinden sind  Casal Velino, Castelnuovo Cilento, Ceraso, Pisciotta und San Mauro la Bruca. Bestandteile der Gemeinde sind die Ortschaften Ascea, Marina di Ascea, Mandia, Catona sowie die Ruinen der griechischen Stadt Elea (römisch Velia).

## Wirtschaft
Haupteinnahmequelle ist der Tourismus mit Marina de Ascea, einem fast ausschließlich touristisch genutzten Badeort mit lang gezogenem Sandstrand.